# 永隆 (闽)
永隆（939年8月30日—944年4月8日）是闽景宗王延羲的年号，共计6年。
《资治通鉴·后晋高祖天福四年》考异称，诸书皆作通文四年改元永隆。只有闽国人林志仁《闽中启运图》载通文四年闰七月王延羲即位，明年改元永隆，五年被杀。而五代时人“转录国书多不凭旧文，出于记忆及传闻”。

## 改元

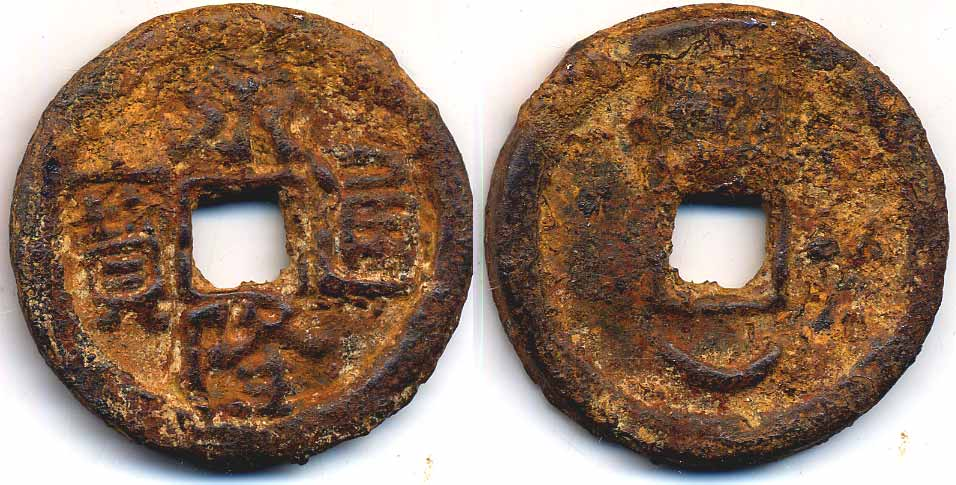
永隆通宝

- 通文四年——闰七月十二·辛巳（939年8月29日），閩惠宗死，次日、闰七月十三·壬午（939年8月30日），其叔王延羲稱閩國王，改元永隆[2][3][4]，铸“永隆通宝”铜、铅、铁钱[5]。
- 永隆六年——三月十三·乙酉（944年4月8日），閩景宗被殺[6][7]。

## 紀年對照表
| 永隆 | 元年  | 二年  | 三年  | 四年  | 五年  | 六年  |
| ---- | ----- | ----- | ----- | ----- | ----- | ----- |
| 公元 | 939年 | 940年 | 941年 | 942年 | 943年 | 944年 |
| 干支 | 己亥  | 庚子  | 辛丑  | 壬寅  | 癸卯  | 甲辰  |

## 同期存在的其他政权年号
- 中國
  - 天福（936年－944年）：後晉—石敬瑭之年號
  - 昇元（937年－943年）：南唐—李昪之年號
  - 大有（928年－942年）：南漢—劉龑之年號
  - 光天（942年－943年）：南漢—劉玢之年號
  - 永樂（942年－943年）：南漢時期—張遇賢之年號
  - 广政（938年－965年）：後蜀—孟昶之年號
  - 文德（938年－944年）：大理—段思平之年號
  - 會同（938年－947年）：契丹—耶律德光之年號
  - 同慶（912年－966年）：于闐—尉遲烏僧波之年號
- 日本
  - 天慶（938年－947年）：朱雀天皇與村上天皇之年号

## 參看
- 中國年號索引
- 其他政权使用的永隆年号

## 深入閱讀
- 李崇智. . 北京: 中華書局. 2004年12月. ISBN 7101025129.
- 鄧洪波. . 臺北: 國立臺灣大學東亞經典與文化研究計劃. 2005年3月  [2022-01-03]. ISBN 9789860005189. （原始内容 (pdf)存档于2007-08-25）.

| 前一年號： 通文 | 闽年号 939年8月30日－944年4月8日 | 下一年號： 天德 |